# Notorisch bekannte Marken
Artikel 6bis der Pariser Verbandsübereinkunft zum Schutz des gewerblichen Eigentums von 1883 untersagt den Gebrauch von Marken (bzw. regelt deren Löschung auf Antrag), wenn eine Verwechslungsgefahr mit einer Marke in einem anderen Verbandsland (nach Ansicht der Behörde) besteht. Solche Marken gelten als notorisch bekannte Marken.
In Deutschland ist beispielsweise Linux eine solche Marke, deren Eintrag in das Markenregister ohne Ermächtigung des Inhabers nach § 10 MarkenG ausgeschlossen ist.
Auf eine notorisch bekannte Marke mit älterem Zeitrang nach § 10 kann ein Widerspruch gegen die Eintragung der angegriffenen Marke nur gestützt werden, wenn die Voraussetzungen des § 9 Abs. 1 Nr. 1, 2 oder 3 vorliegen (§§ 10 Abs. 1, 42 Abs. 2 Nr. 2 MarkenG). Unabhängig von der Frage, ob es sich bei der Widerspruchsmarke tatsächlich um eine notorisch bekannte Marke handelt, hat jedenfalls ein Widerspruch nur Erfolg, wenn – abgesehen vom Fall der Waren- und Markenidentität des § 9 Abs. 1 Nr. 1 – zumindest Verwechslungsgefahr i.S.d § 9 Abs. 1 Nr. 2 MarkenG besteht. Einen Sonderfall ist, wenn die jüngeren Marke in einem Staat eingetragen ist, in dem zum Zeitpunkt der Eintragung für die notorische (nicht eingetragene) Marke bereits die sonstigen weiteren Voraussetzungen einer bekannten Marke erfüllt waren. In diesem Fall kann ein Löschanspruch bereits bestehen, wenn die Benutzung der jüngeren Marke die Unterscheidungskraft oder die Wertschätzung der älteren Marke bedrohen oder gefährden könnte, §§ 10 Abs. 1 i. V. mit  9 Abs. 1 Nr. 3 Markengesetz. Die besondere Eigenart dieser Regelung besteht darin, dass -anders bei einer Benutzungsmarke- die Bekanntheit einer notorischen Marke nicht in einer Benutzung des Kennzeichens begründet liegen muss. Dem Inhaber der jüngeren Marke steht daher die Einrede des Benutzungsnachweises als Verteidigungsmittel prozessual nicht zur Verfügung.